# Psychotria vellosiana
Psychotria vellosiana är en måreväxtart som beskrevs av George Bentham. Psychotria vellosiana ingår i släktet Psychotria och familjen måreväxter. Inga underarter finns listade i Catalogue of Life.